# 御神籤

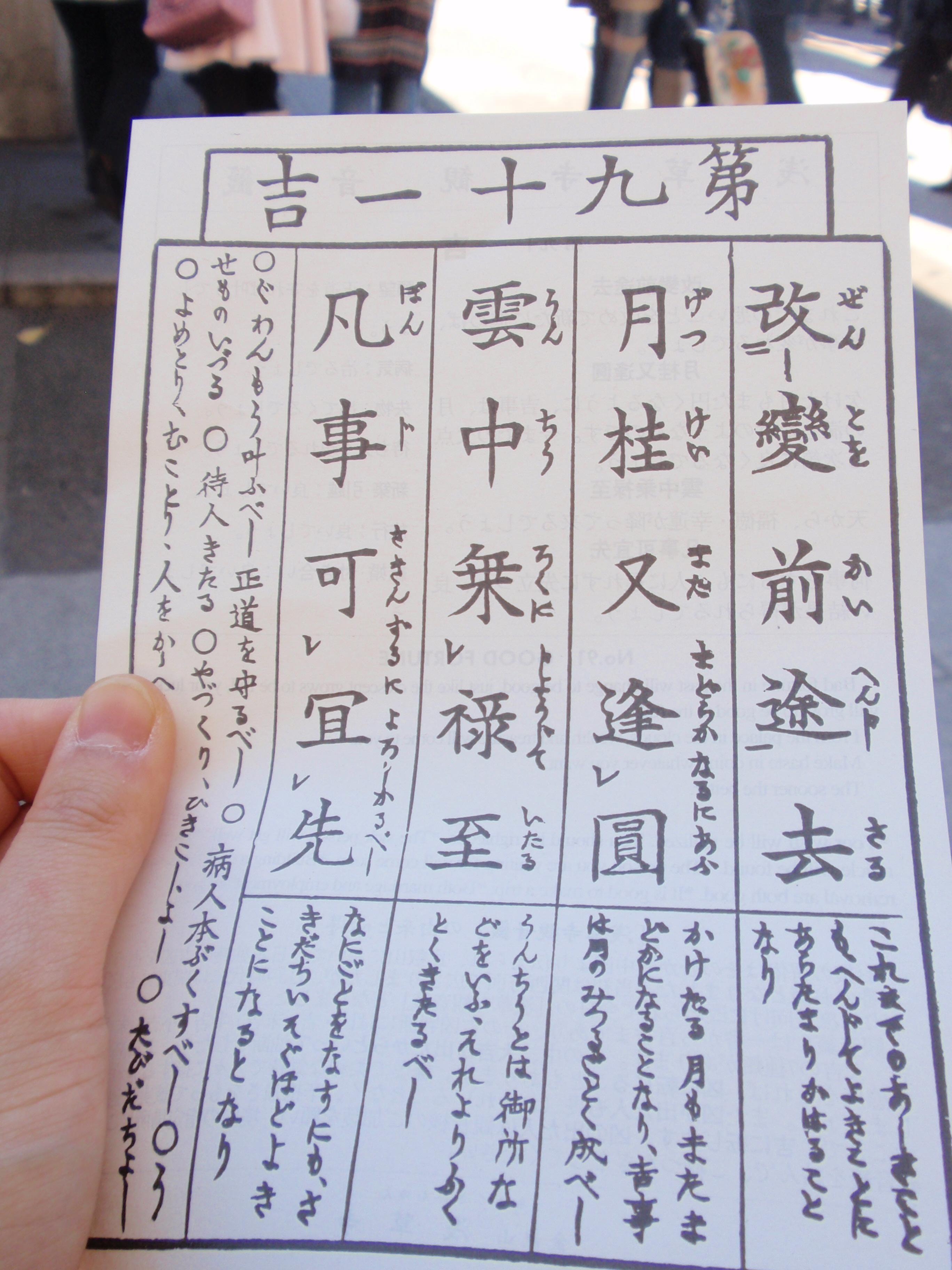
一張御神籤，上書「吉」，又附以漢詩與現代日語解說

御神籤（日语：／ omikuji）是日本傳統神社、佛寺提供用來占卜個人運勢的求籤活動。參加這一活動者通常要先向寺社支付較少的的賽錢（香火錢），稱爲「初穗料」，隨後在寺社提供的抽籤盒中隨機抽取籤紙。籤紙上會以漢字書寫「吉」「凶」等占卜結果，並附有漢詩或和歌以及現代日語解說。時至今日，爲了服務外國人遊客，也有著名寺社會提供用英語書寫的籤紙。
另外，除了判斷一般生活運勢的神籤之外，每間寺社亦提供不同主題的專門神籤，如金運、戀愛、失物、旅行、人際關係、健康等。每年正月時，參加初詣的日本人經常在寺社求御神籤，用來占卜來年的運數。抽到的御神籤在閱讀過後，依傳統要折起並在寺社指定的地點綁定在樹枝或支架上，但亦可帶回家中。

## 历史

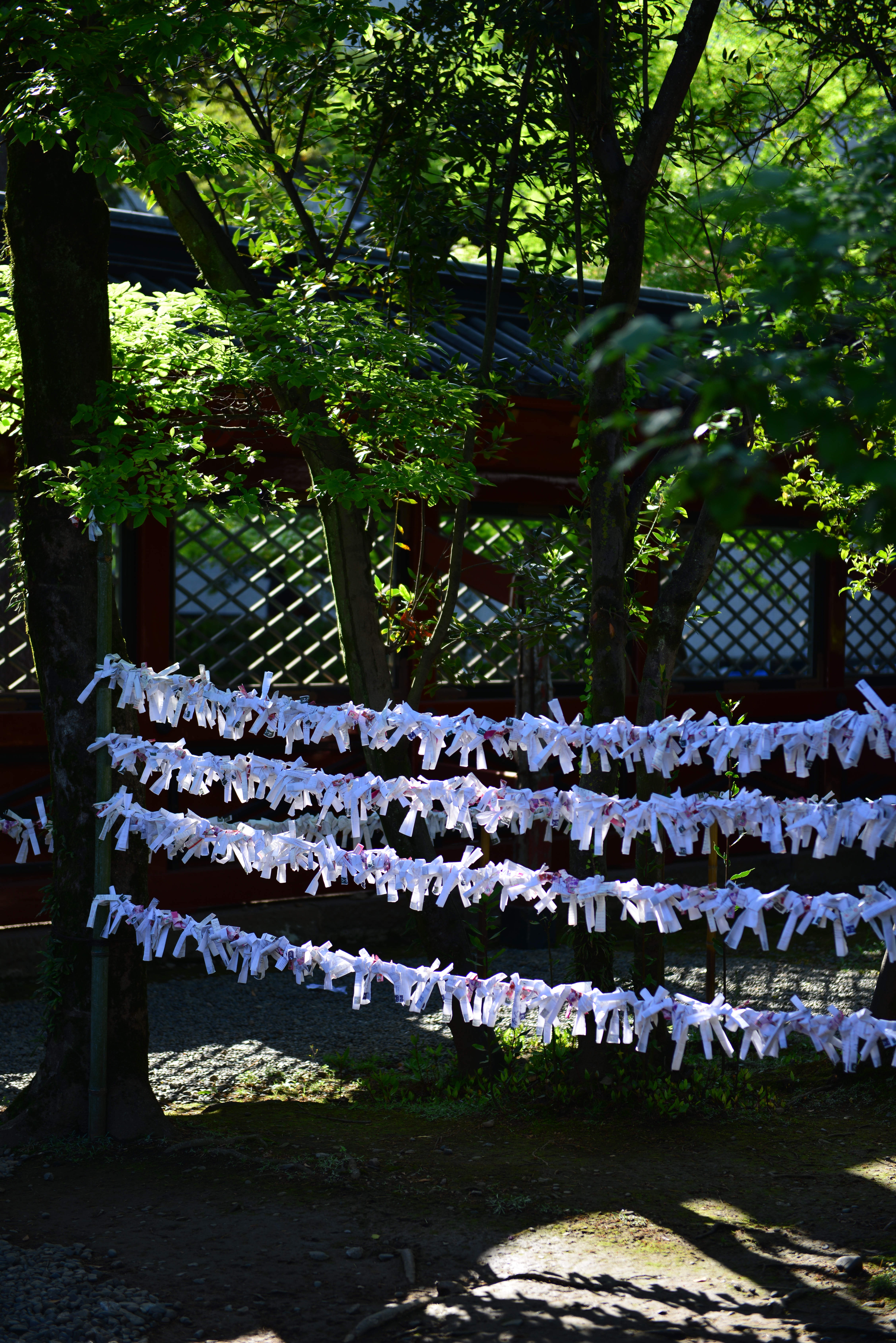
东京根津神社内厅，树间挂满了御神籤

日本現存最早的御神籤源自應永十六年（1409年），保存于岩手縣天台寺。作爲御神籤代表的元三大師百籤來自南宋流行的「天竺靈籤」，後來在江戶時代以比叡山延暦寺住持良源的通稱「元三大師」命名（比睿山的元山大师堂被称为“神签”的发源地）。据说，观世音菩萨所赐的五言四偈一百偈中，元山大师得到其中之一，并从该偈中得到了应遵循的方法。神签上写着的数字和五言四句，就是因为这一百偈。亦有說御神籤的起源更加古老，是上古時代用來決定國家政治以及選拔繼承人的一種神道儀式。
現代很多神社、寺廟亦有設置投幣式自動販賣機，可購買御神籤，甚至有寺廟以機器販賣包有御神籤的漢堡包以吸引人氣。

## 日本以外
據考，美式中餐廳中常見的幸運餅乾很可能來自日本19世紀時的一種點心，名爲「御神籤煎餅」。